# نهر كرمة بني سعيد
نهر كرمة بني سعد أحد أنهار العراق القصيرة و أحد فروع الفرات  في الناصرية مركز محافظة ذي قار جنوب العراق، وهو أحد أفرع نهر الفرات التي يتفرّع إلى عده أنهار مثل (نهر غليوين ونهر السفحة والمحشية) عند مدينة سوق الشيوخ في الناصرية لتصب في هور الحمّار، ولا تصل إلى الهور إلّا خلال موسم الفيضان في موسم الشتاء والربيع، أمّا بعد انتهاء موسم الفيضان أو ما يعرف محليا بالصهيود فإن تدفق المياة إلى الهور يتوقف عند نواظم هذه التفرعات والقنوات.